# Biserica reformată din Mișca

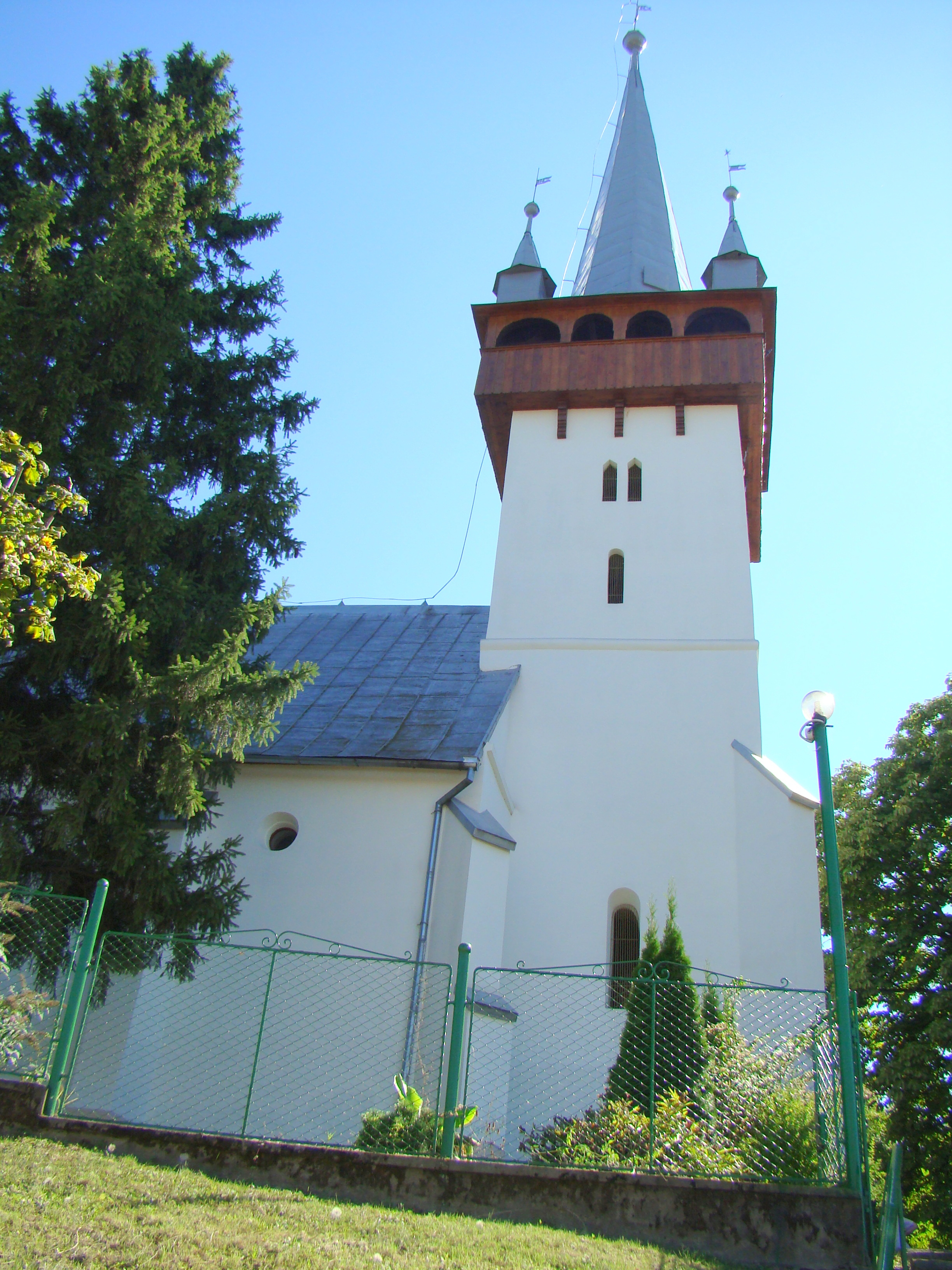
Biserica reformată din Mișca, comuna Chișlaz, județul Bihor, foto: august 2016.

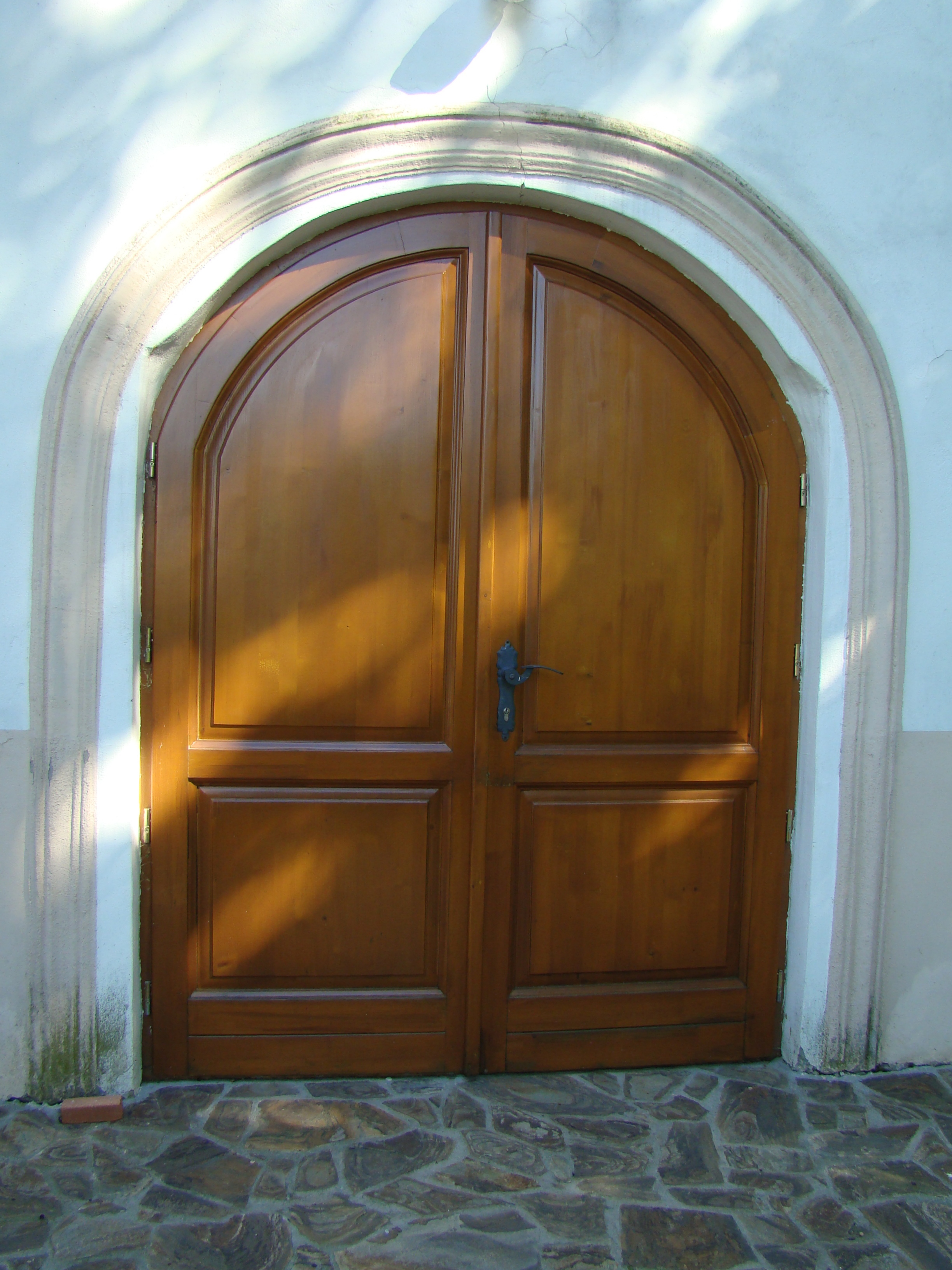
Accesul sudic al navei are un ancadrament masiv din piatră, cu închidere semicirculară.

Biserica reformată din Mișca, comuna Chișlaz, județul Bihor, a fost construită în secolul XIII. Biserica se află pe noua listă a monumentelor istorice sub codul LMI:  BH-II-m-B-01177. 

## Localitatea
Prima atestare documentară a localității Mișca (în maghiară Micske) datează din anul 1255, când este menționată ca proprietate a familiei Geregye. Ulterior va face parte din domeniul Cetății Șinteului.

## Biserica
Biserica reformată din Mișca, cu structura sa gotică, alcătuită dintr-o navă dreptunghiulară, un cor poligonal și turn vestic, flancată de contraforturi, a fost înălțată în secolul al XIV-lea. În perioada dintre anii 1630-1633, a avut loc o reconstrucție parțială a edificiului, inițiată de către soția lui Dávid Zólyomi, Ecaterina Bethlen, care a intrat în posesia localității Mișca în anul 1629.
Cel mai vechi element al mobilierului interior este amvonul din cărămidă în formă de potir, refăcut în anul 1781 de preotul Détsi Borbély János. Coronamentul datează din 1857, iar restul mobilierului a fost realizat în 1891. Tavanul actual casetat, fără decorații, datează din 1997. Prima atestare a unui tavan pictat, datează din anul 1683. Acest tavan avea ca decorații motive florale (margarete, flori de mac etc.) și a fost acoperit cu o zugrăveală monocromă prima dată în anul 1768.
Tabla zincată a acoperișului datează din 1955.
Sub corul bisericii se află o criptă, în care sunt înmormântați ctitorii reconstrucției din secolul XVII.

## Imagini din exterior

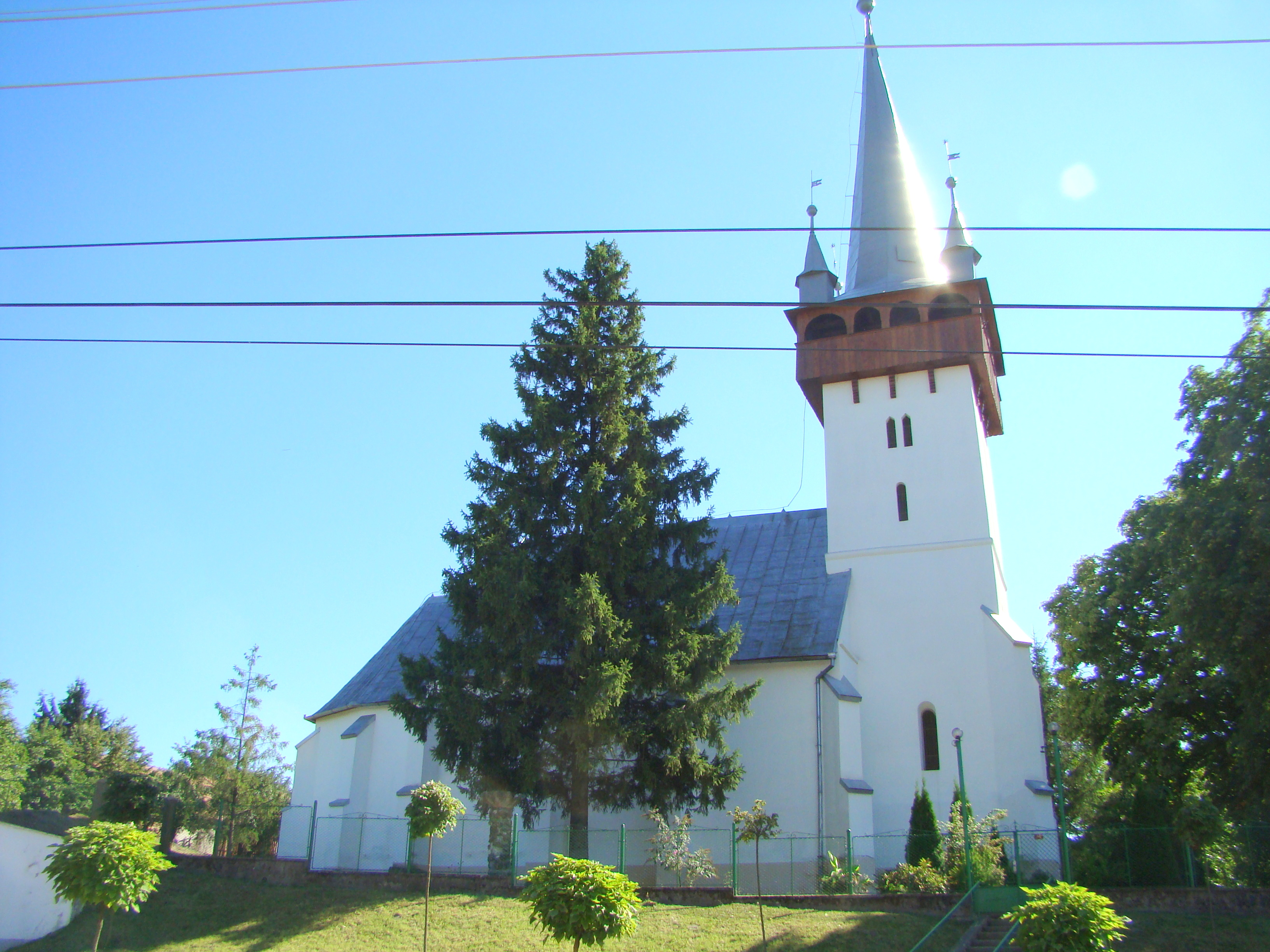
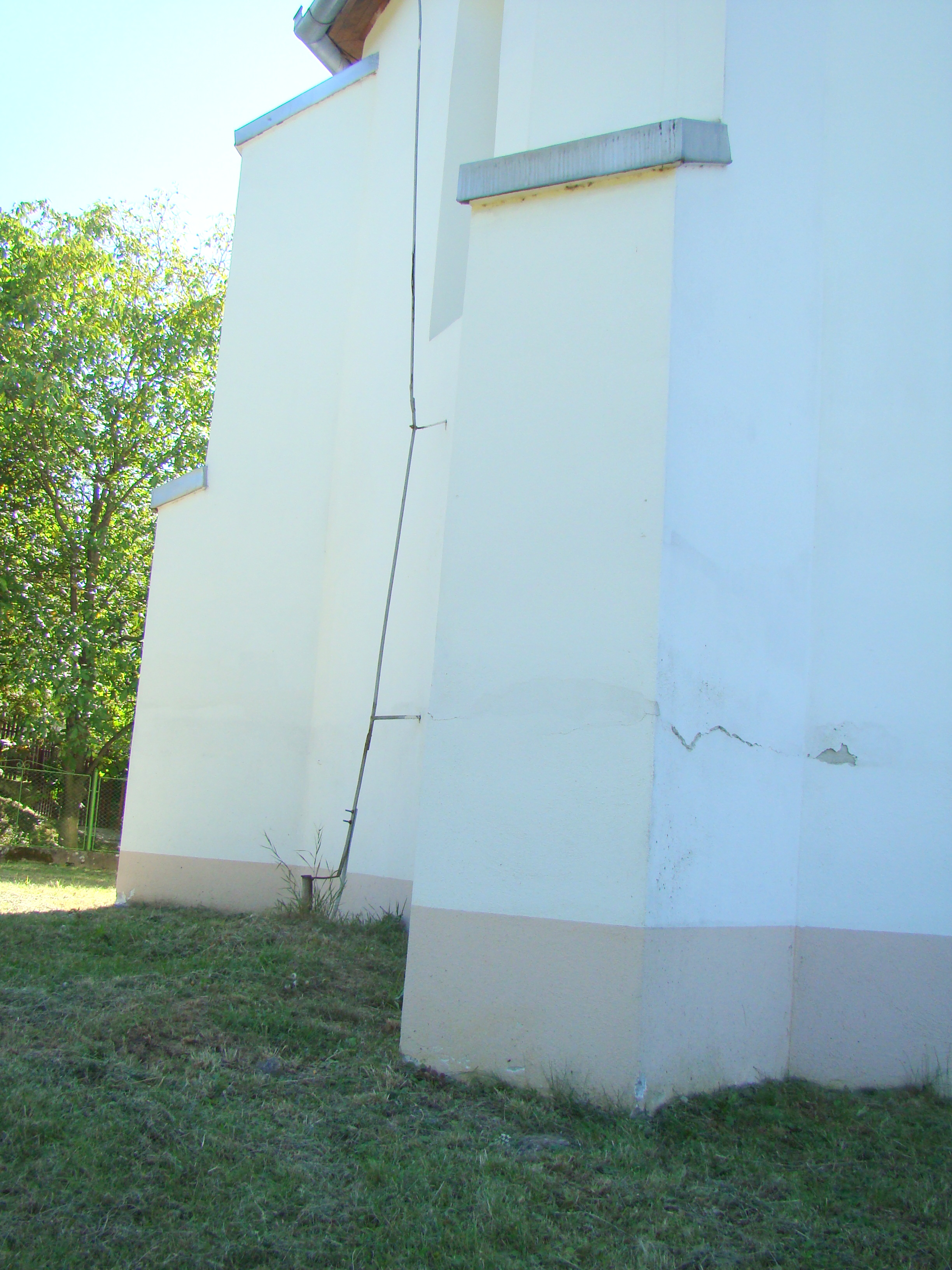
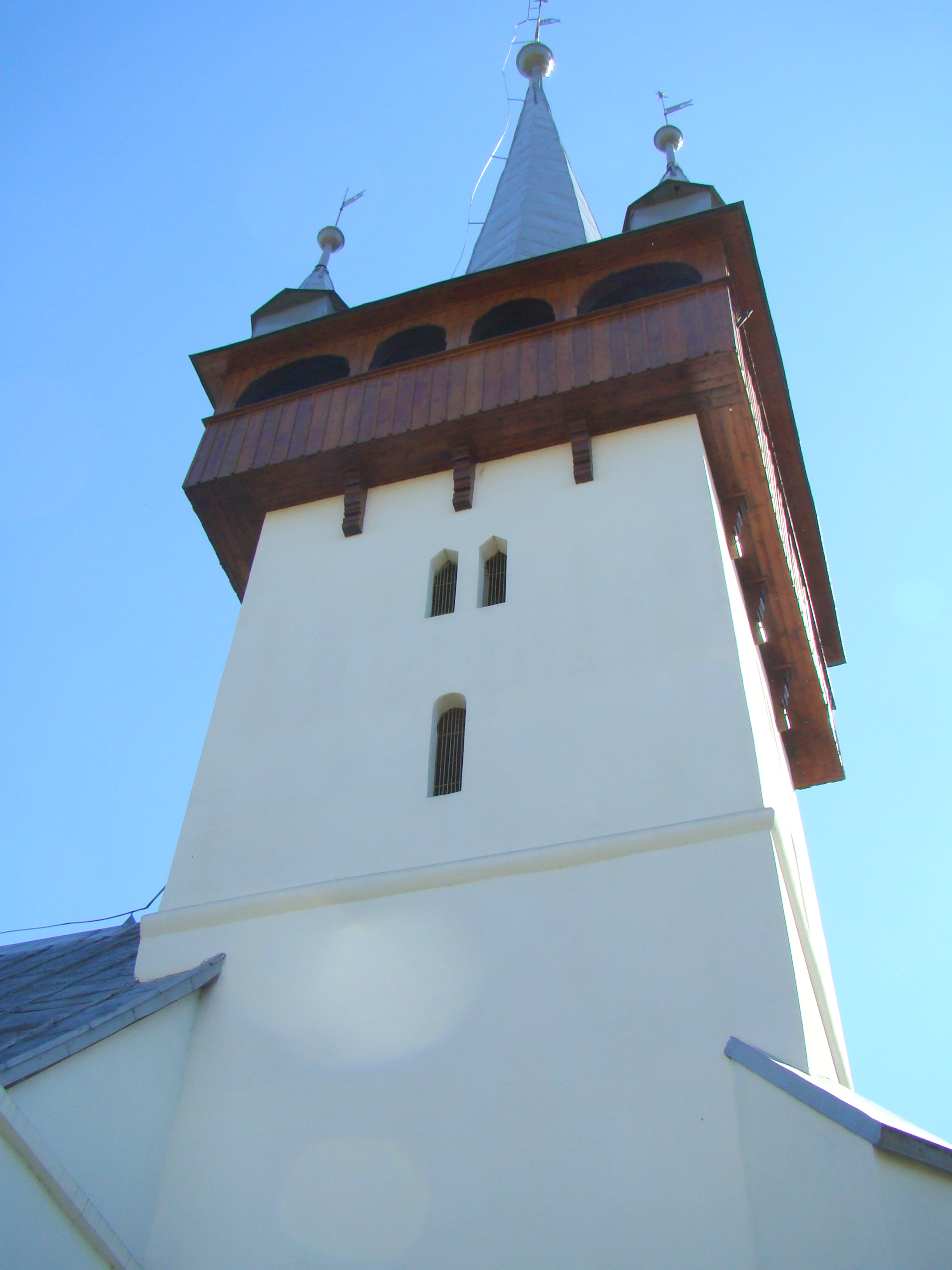
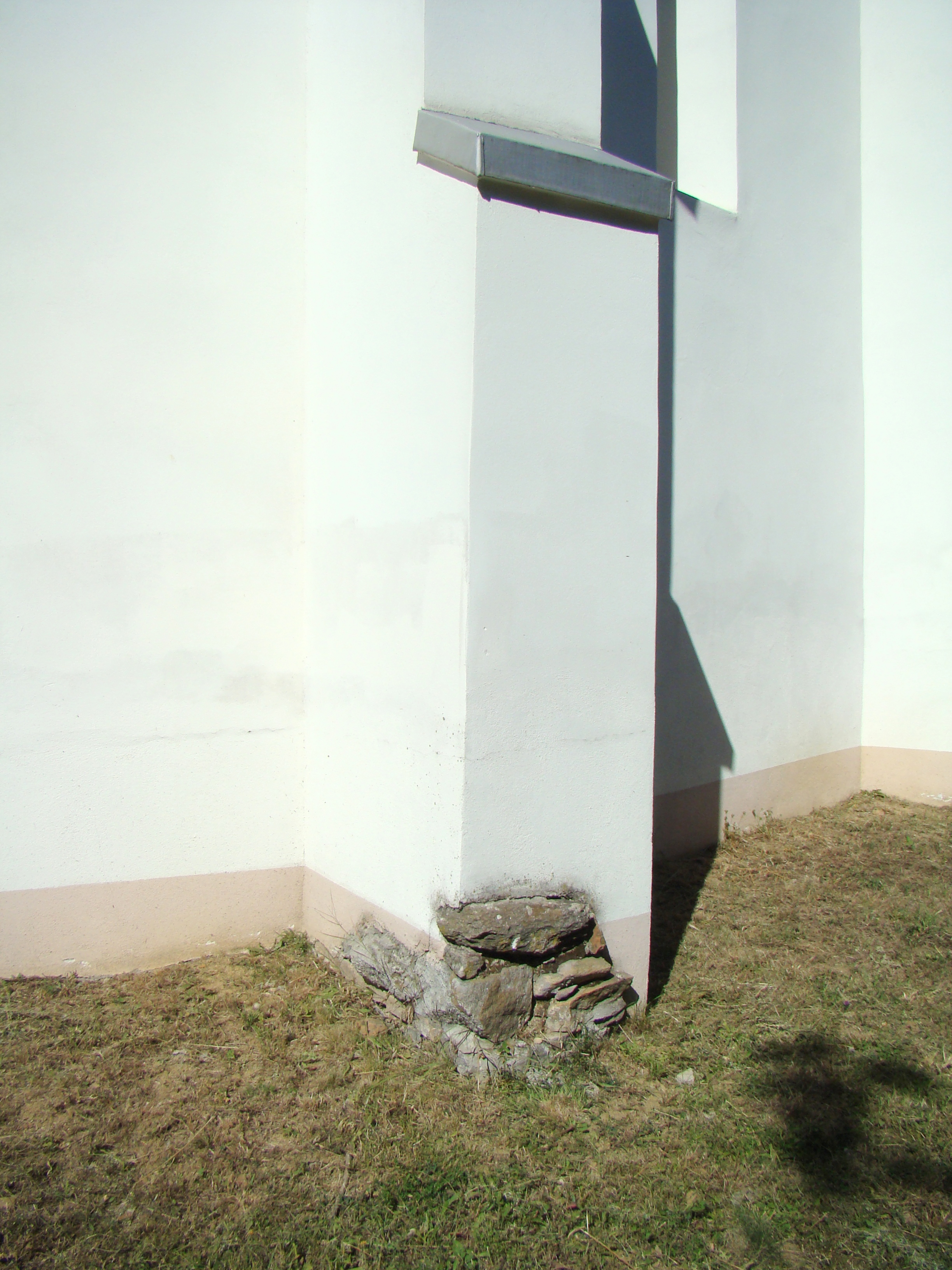
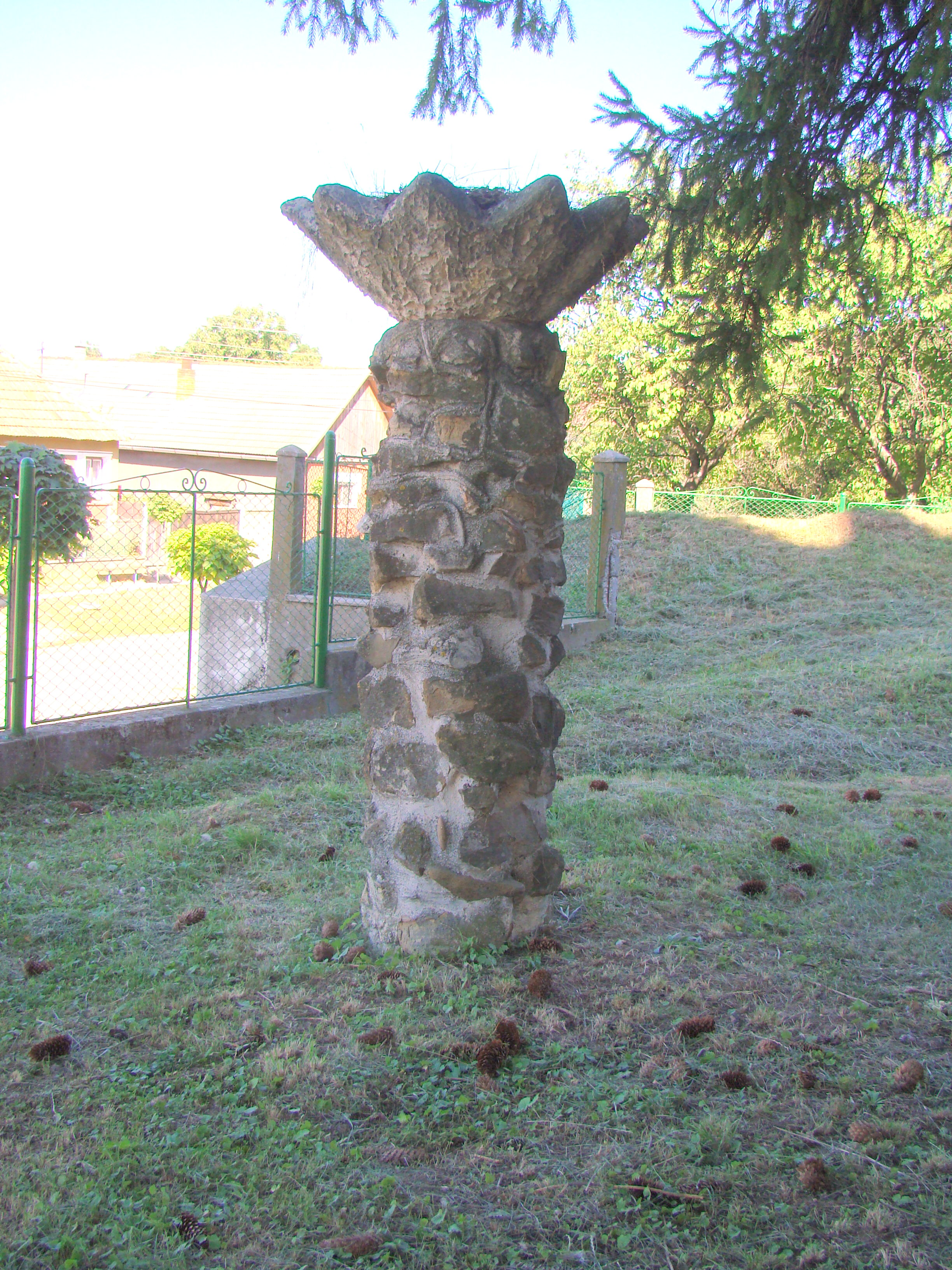
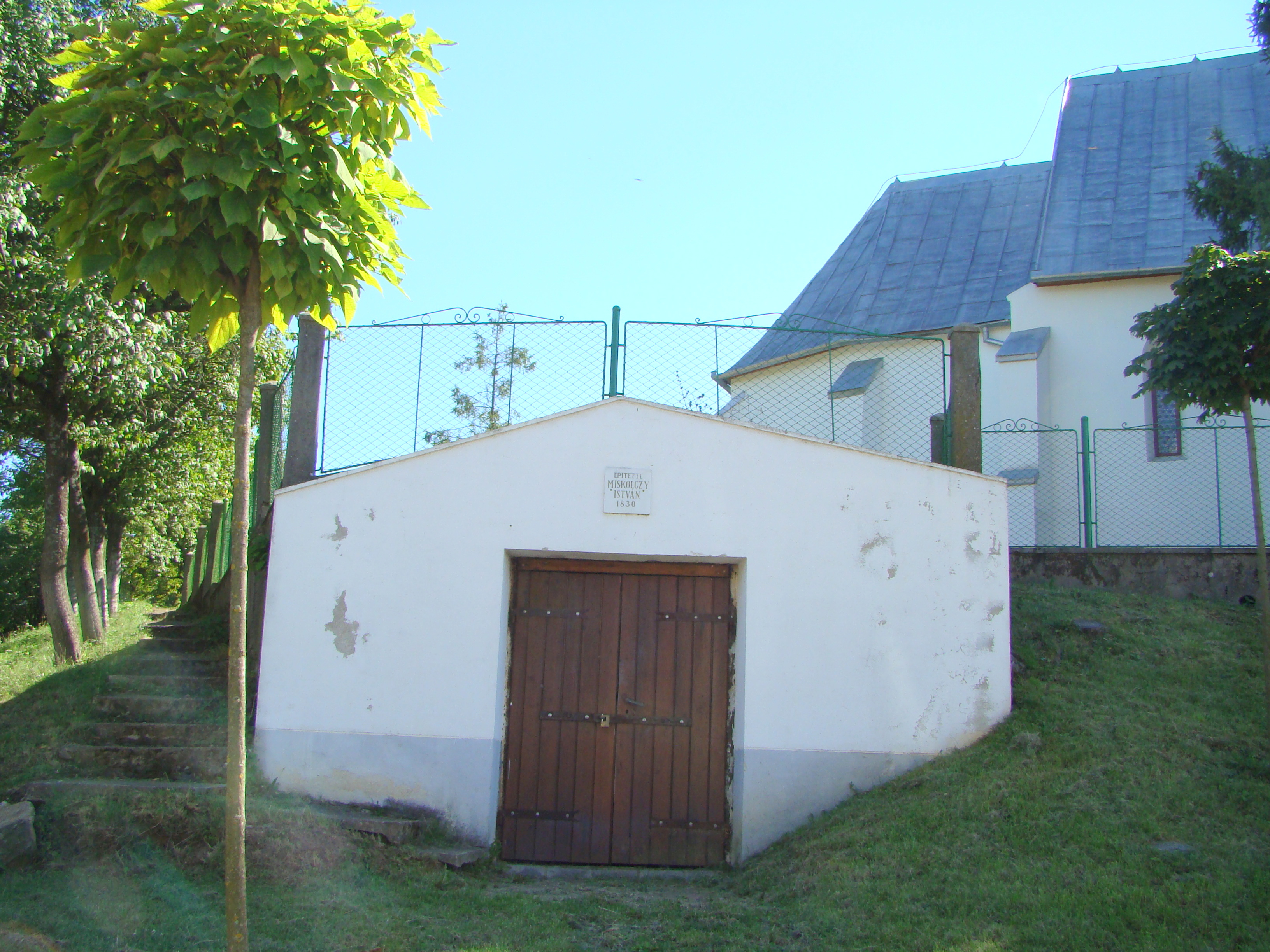
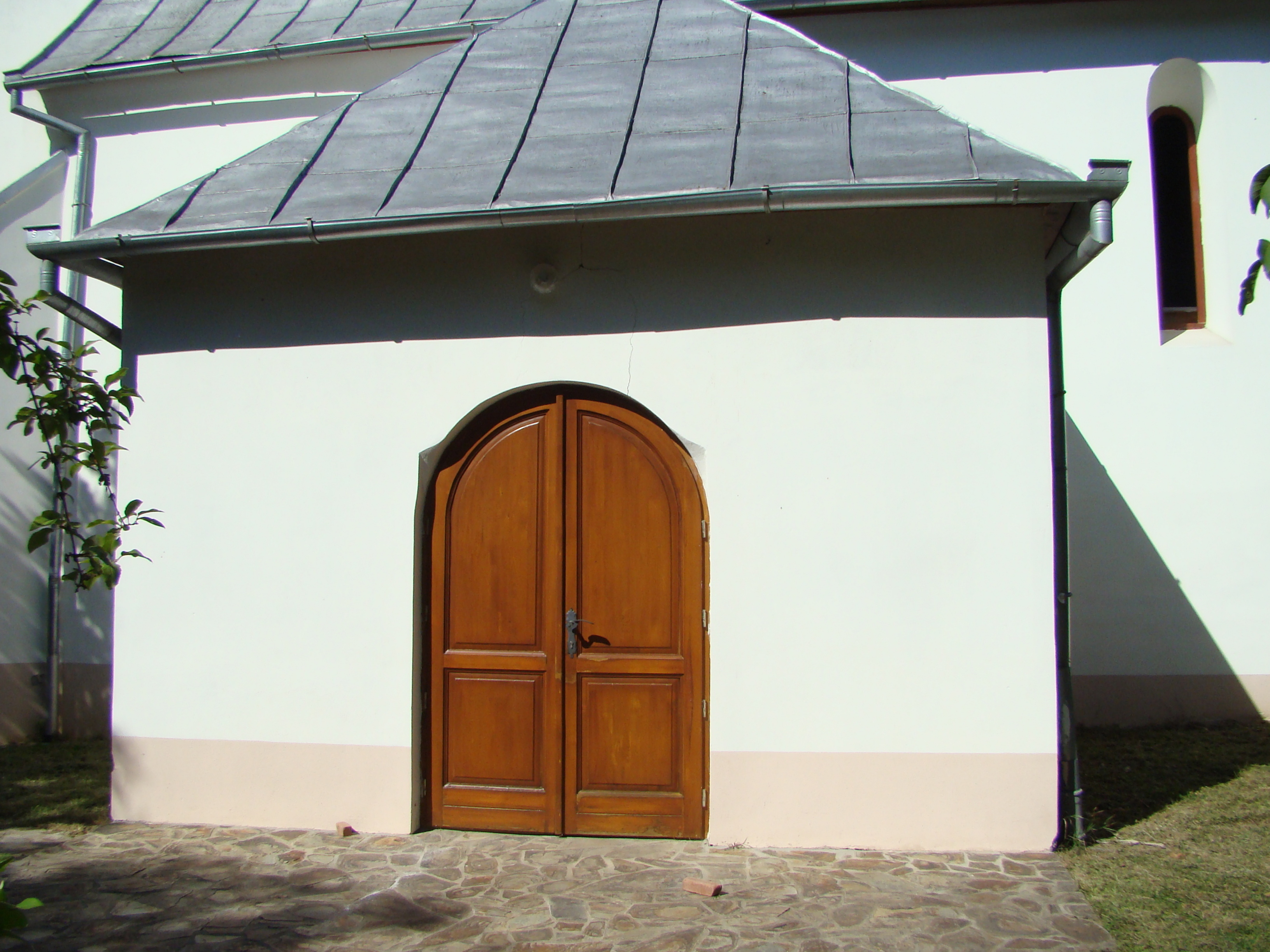
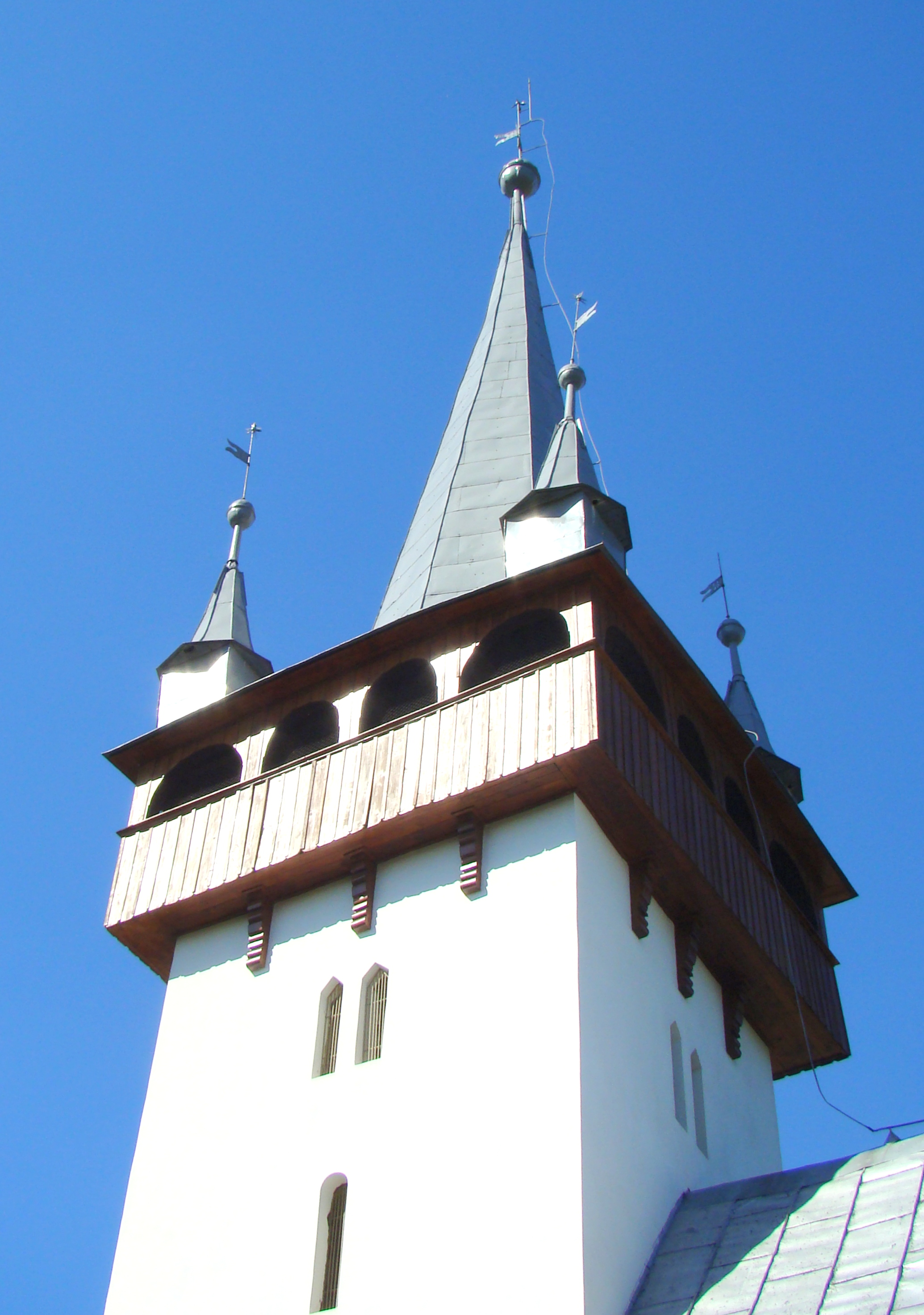
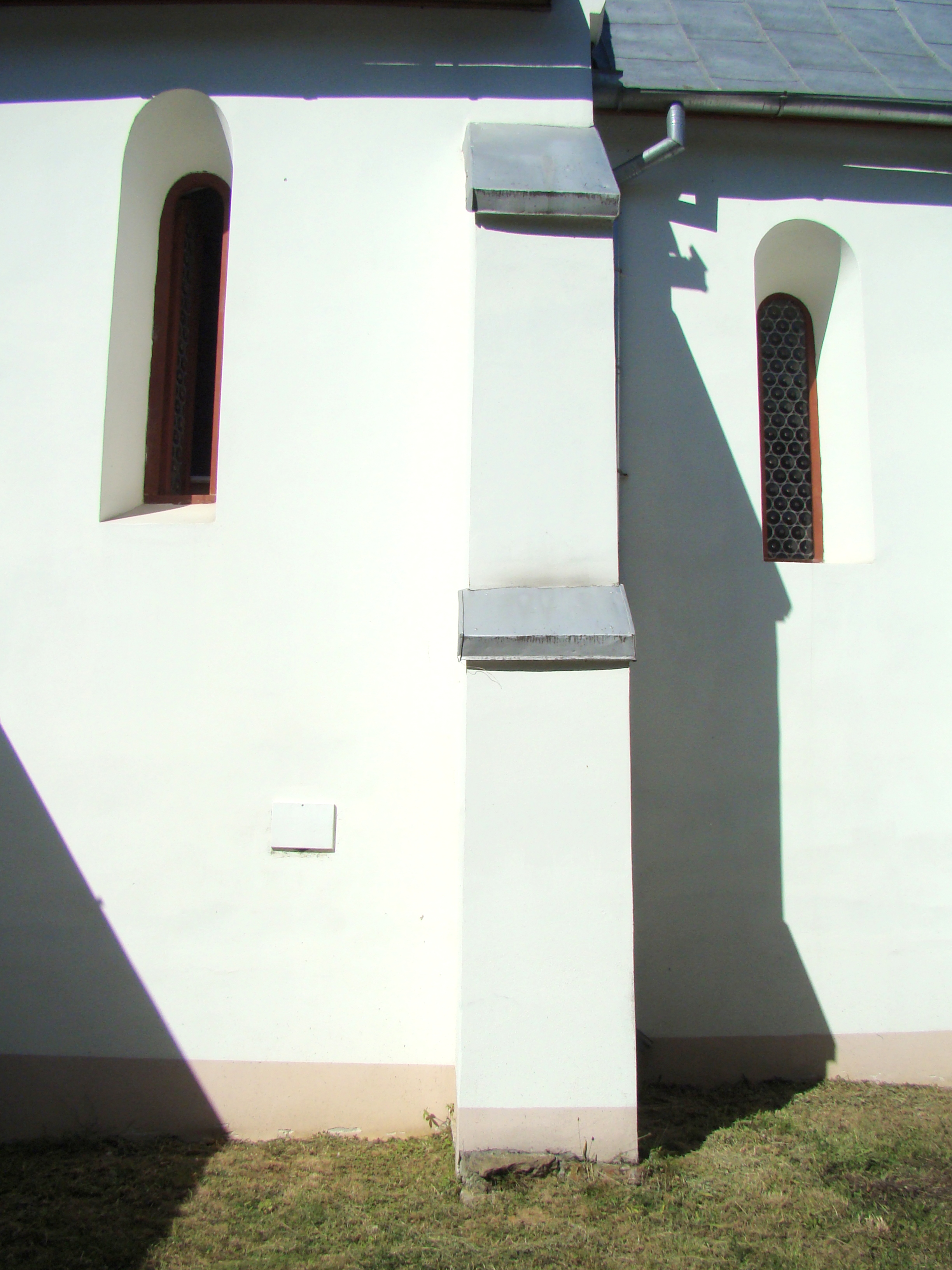
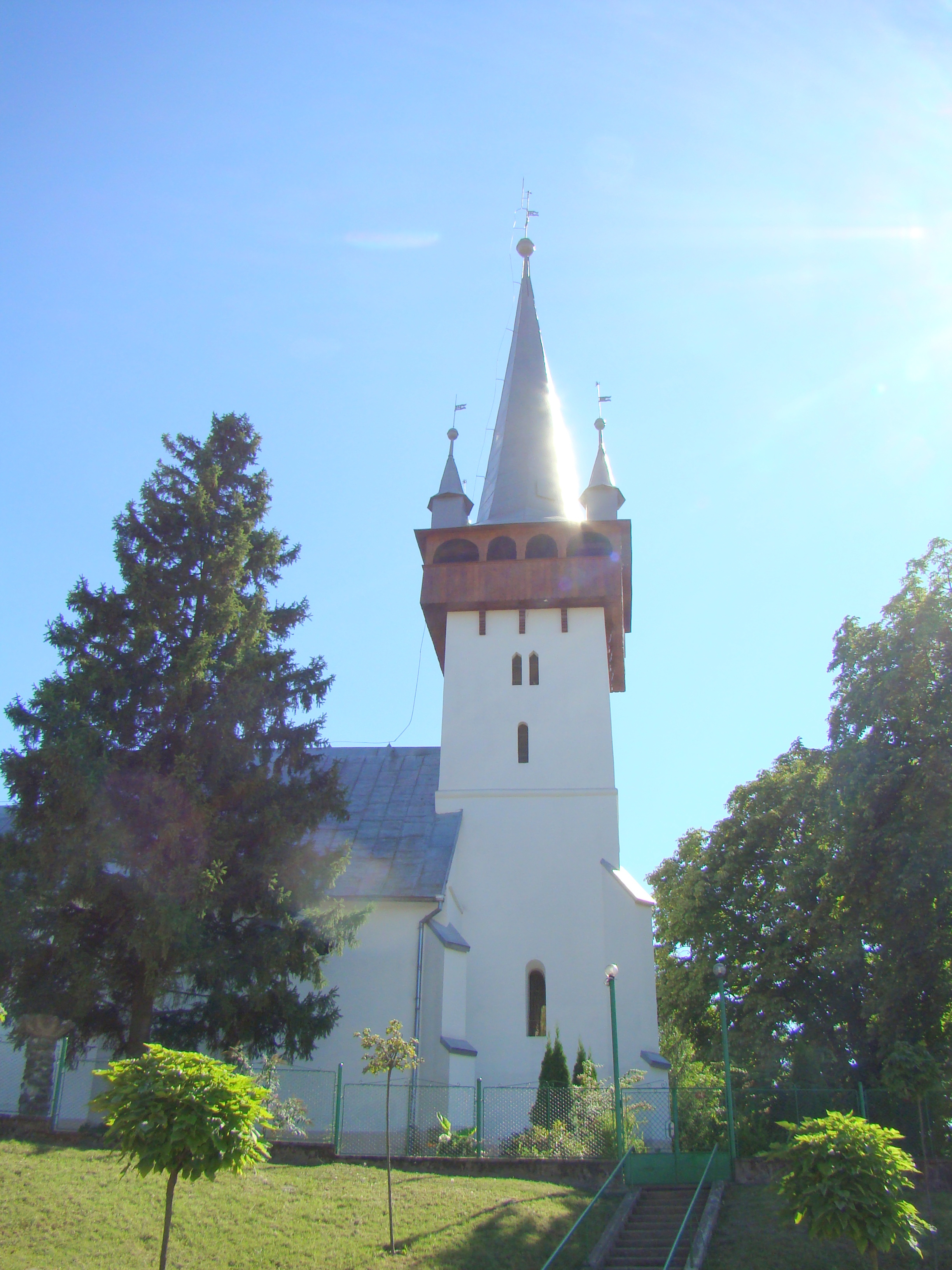
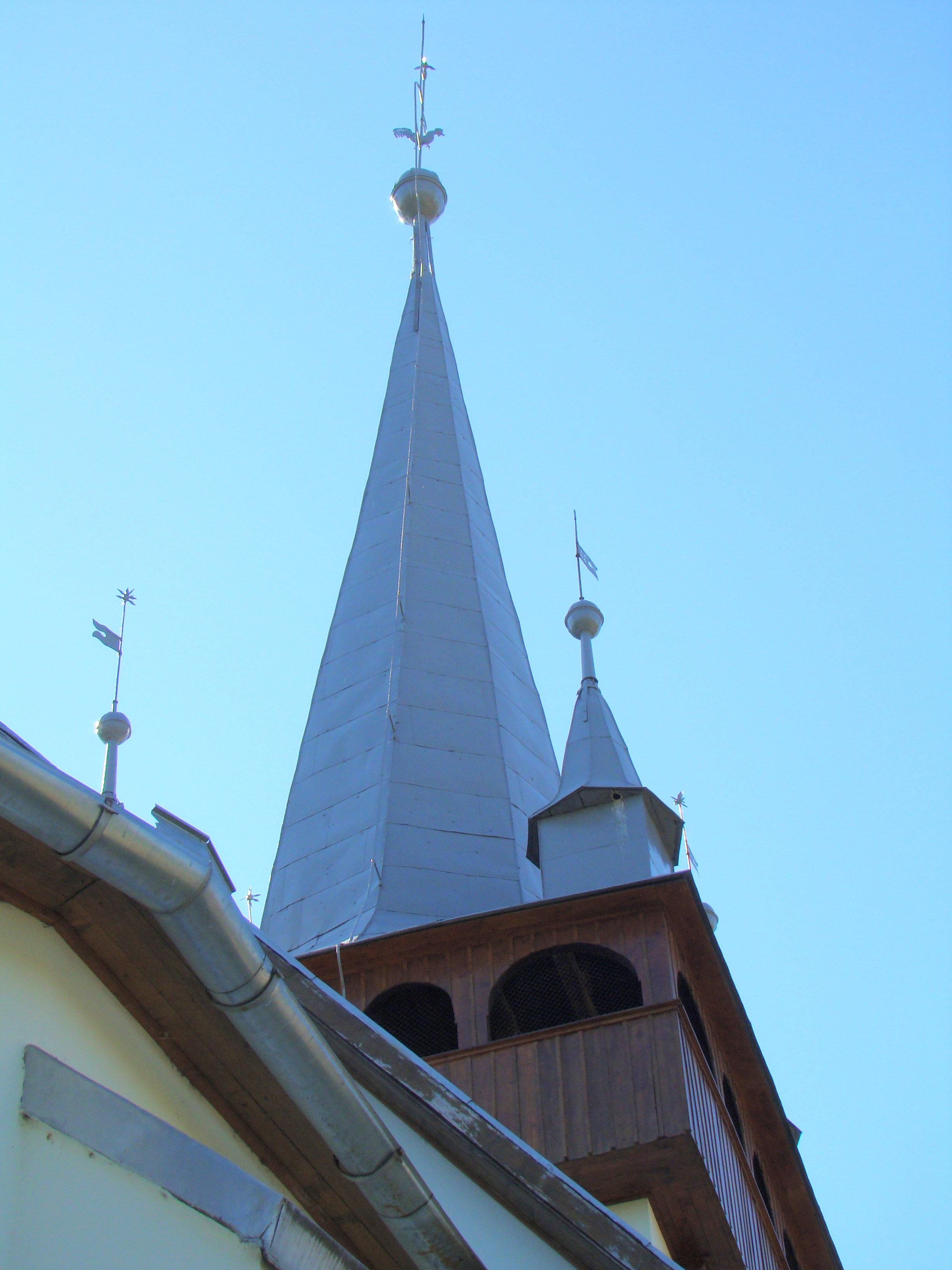
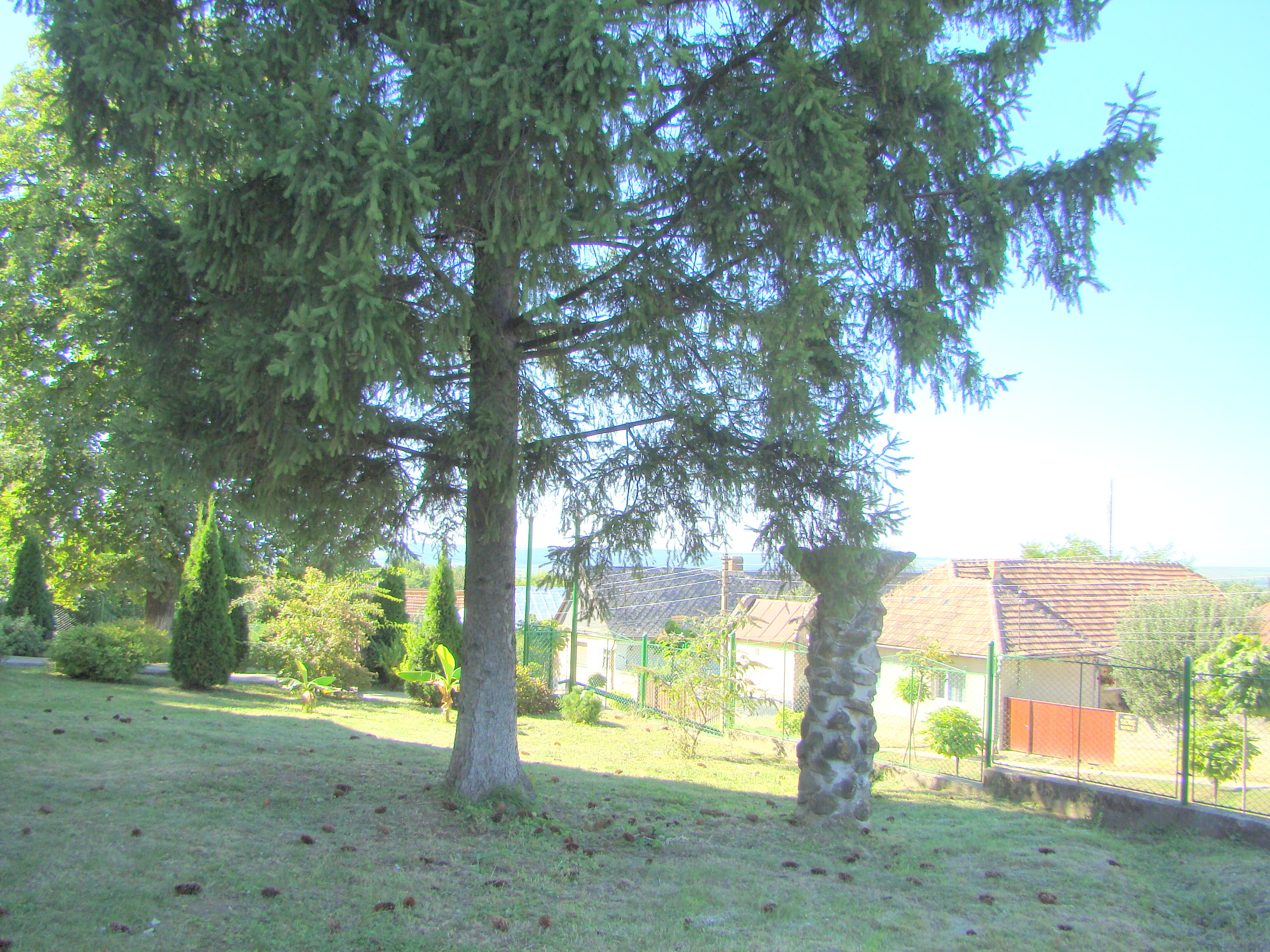
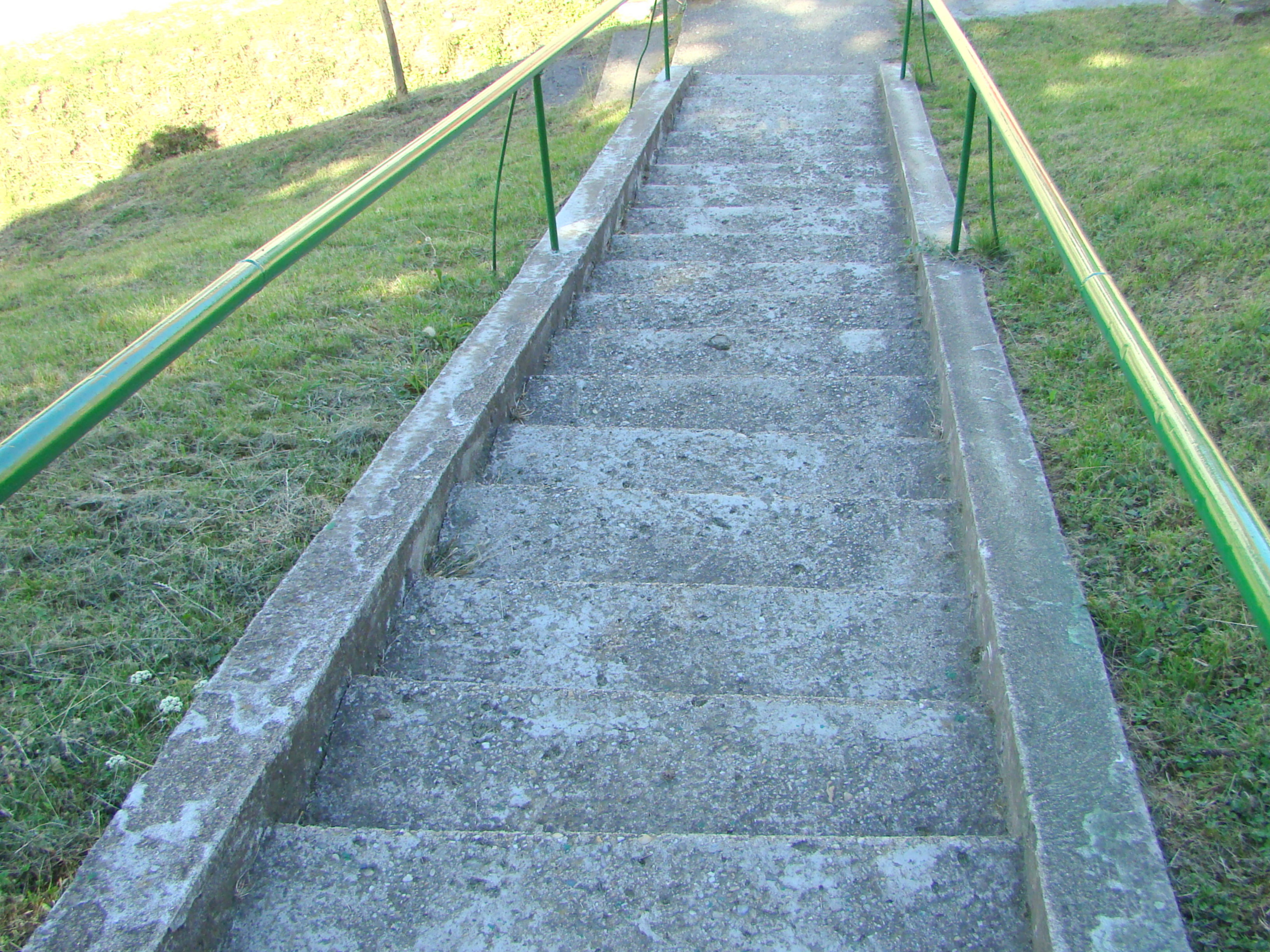